# ロールス・ロイス・シルヴァーシャドウ
シルヴァーシャドウ（Silver Shadow ）はイギリスの自動車メーカー、ロールス・ロイス・モーター・カーズがロールス・ロイスブランドで1965年から1980年まで販売した高級車である。
同じプラットフォームからの派生車としてロングタイプのボディを持つシルヴァーレイスII、ピニンファリーナがデザインしたクーペであるカマルグ、ベントレー版のTシリーズなどがある。

## 概要
設計は先代のシルヴァークラウド発表直後から始まり、1965年9月に発表された。自身が時代に対応して行くためという意味もあったが、高島鎮雄によれば、1963年夏に発表されたメルセデス・ベンツ・W100への対抗意識が明らかだという。
かつての水準とは比較にならないとは言え、依然として設計も工作も極めて入念である。しかし内容は小型化されたモノコックボディ、後輪独立懸架、油圧セルフレベリング機構、全輪ディスクブレーキなどを装備する、ごく平凡な現代的自動車となった。
ボディーはロールス・ロイスとしては初めてとなるモノコックで、前にエンジンと前輪懸架、後ろに後輪懸架のつくサブフレームを持ち、全輪独立懸架と相まってホイールベース119.5inに小型化されている。。ボディデザインは発表当初「プジョー・403の拡大版」と評された。1975年のカマルグ発表まで公にはならなかったが、ロールス・ロイスとピニンファリーナとの関係は1950年代からベントレーのスペシャルコーチワークを手がける形で、単なるシャシメーカーとコーチビルダー以上の関係が始まっており、「プジョー・403の拡大版」は事実の可能性もある。リアウィンドーの強い角度は1975年登場のキャデラック・セビル以降のアメリカ車に大きな影響を与えた。
V型エンジンの谷間に2つのプランジャー型油圧ポンプがあり、クランクシャフトから短いプッシュロッドを介して駆動され、発生した油圧はクランクケース左側面にある2つの球形アキュムレータに蓄えられ、主としてブレーキ、片方の一部が車高制御に使われている。アキュムレータは鉄製で、内部をブチルゴムで仕切られ、一方は1,000psiの窒素ガス、もう一方が油圧である。油圧が2,500psiを超えるとシトロエン特許のレギュレーションバルブがリザーバーにオイルを逃がすようになっている。シトロエンは特許料の代わりにスカットルにシトロエンの特許である旨を明示するよう要求したため、その旨のプレートがついていた。
ブレーキは一気に全輪ディスクになったがロールス・ロイスらしい完全主義的なもので、前のアキュムレータの油圧は車両全体の制動力を100％とすると前輪ディスク31％、後輪ディスク16％を担当する。後ろのアキュムレータは後輪ディスクの31％を担当する。主に足にブレーキの作動感覚を与えるためサーボを持たない通常の油圧式ブレーキシステムも備えており、これが後輪ディスク22％を担当するとともに、他の二系統がダメになっても慎重に走れば帰って来られるようになっている。この他後輪のピストンを機械的に動作するパーキングブレーキが独立して存在している。ブレーキディスクは前後ともφ280mmガーリング製で、鳴きを防ぐため円周にステンレス製ワイヤを巻いてある。
ステアリングはロールス・ロイスとしては初めてアメリカ製を採用、ゼネラルモーターズのパワーアシスト付き。スポークが一文字の二本になったのもロールス・ロイスとしては初めてであった。
エンジンは従来通り内径φ104.1mm×行程91.44mmのV型8気筒6,230ccだが燃焼室形状の改良で2％出力向上し、またスパークプラグが排気マニホールドの下からヘッド上面に移されて整備性が向上した。
トランスミッションは当初自製4ATで、ギアセレクトを軽くするため新たに電気モーターを備えたため指先でセレクトできるようになった。
モノコック化によりオリジナルからデザインを大幅に変更することは困難となり、コーチビルダーの存在意義は薄くなった。コーチビルドボディーはミュリナー・パークウォード製2ドアサルーンが571台、ミュリナー・パークウォード製ドロップヘッドクーペが504台、ジェームズ・ヤング製2ドアサルーンが35台だが、社内コーチビルダーのミュリナー・パークウォードが製造した前二者はオリジナルボディの派生型に過ぎず、ジェームズ・ヤング製もオリジナルと大差ないデザインでただ高価なだけであり、ジェームズ・ヤングが消滅したため少数に留まった。

## シリーズI
発表後間もなく輸出が始まり、左ハンドル車にはゼネラルモーターズ(GM)製ターボハイドラマチック3ATが装備された。右ハンドル車は自社製4ATである。
1967年にマーガレット王女専用車として、センターピラーの直後で4in伸ばしたホイールベース123.5inのロングホイールベース版が1台だけ製作された。
1969年5月にはロングホイールベース版が量産モデルとされ、当初対アメリカ輸出分のみ生産された。またインテリアを改良し計器板の上にパッドをつけ、ドアレリーズを凹ませるなどしてアメリカの安全基準を満たした。
1969年、排気ガス規制適合モデルからエンジンが内径φ104.1mm×行程99.06mmの6,745ccに拡大され、1970年に標準仕様となった。この頃にはトランスミッションがゼネラルモーターズ(GM)製ターボハイドラマチック400、3ATになっている。
1971年3月、クーペ版とオープンカー版がさらに高性能で豪華になるとともにコーニッシュという名前を与えられて独立車種扱いとなった。
1977年に圧縮比を9.1から7.3に下げ、無鉛ガソリンが使用可能になった。また日本の51年排ガス規制をパスした。
価格は1975年10月10日現在で1585万円、LWBが1785万円、LWBパーティション付きが1870万円であった。

## シリーズⅡ
1977年春にモデルチェンジを行ない、シルヴァーシャドウIIとなった。外観から分かる識別点はエアダム装備と大型化されたポリウレタン張りバンパーであるが、エアダムは日本仕様には装備されない。ステアリングがリサーキュレーティング・ボール式からローバー・P6と共通のバーマン製ラック・アンド・ピニオンに変更され、操縦性が見違えるほど向上した。またカマルグの全自動エア・コンディショナーを標準装備した。ホイールベースが1/2in延長されている。
このモデルチェンジを期にロングホイールベース版はシルヴァーレイスIIという名前を与えられて独立車種扱いとなった。